# جیمز هیوز
جیمز هیوز (انگلیسی: James Hughes؛ دسامبر ۱۸۸۵ – ۱۹۴۸ (۶۲−۶۳ سال)) بازیکن فوتبال اهل بریتانیا بود.
از باشگاه‌هایی که در آن بازی کرده‌است می‌توان به باشگاه فوتبال لیورپول، باشگاه فوتبال کریستال پالاس، و باشگاه فوتبال چتم اشاره کرد.